# Lac Dog
Pour les articles homonymes, voir Dog.
Le lac Dog (en anglais : Dog Lake) est un lac américain du comté de Tuolumne, en Californie. Il est situé à 2 800 mètres d'altitude au sein de la Yosemite Wilderness, dans le parc national de Yosemite.